# ناوشکن آماتسوکاز
ناوشکن آماتسوکاز (به انگلیسی: Japanese destroyer Amatsukaze) یک کشتی بود که طول آن ۱۱۸٫۵ متر (۳۸۸ فوت ۹ اینچ) بود. این کشتی در سال ۱۹۳۹ ساخته شد.